# 榎並町
榎並町（えなみちょう）は、大阪府東成郡にあった町。現在の大阪市城東区と都島区の各一部にあたる。

## 歴史
村名は中世の荘園名「榎並荘」に由来する。茨田堤の築造によって河内湖と淀川の間に形成された干拓地で、淀川の南を意味する「江南」に「榎並」の字を当てたとする説がある。

### 沿革
- 1889年（明治22年）4月1日 - 町村制施行により、東成郡野江村、内代（うちんだい）村、関目村が合併して榎並村が発足。大字野江に村役場を設置。
- 1914年（大正3年）10月1日 - 町制を施行して榎並町となる。同時に大字野江を野江巽角、野江南之町、野江中之町、野江東之町に改称して6大字となる。大字野江中之町に町役場を設置。
- 1925年（大正14年）4月1日 - 大阪市に編入され、東成区巽町、野江町、内代町、関目町となる。
- 1932年（昭和7年）10月1日 - 分区により、旭区へ転属。
- 1936年（昭和11年） - 巽町、野江町を野江西之町、野江中之町、野江東之町に改称。
- 1943年（昭和18年）4月1日 - 分区により、野江西之町、野江中之町、野江東之町、関目町が城東区へ、内代町が都島区へそれぞれ転属。

## 交通

### 鉄道路線
- 京阪電気鉄道
  - 京阪本線
    - 野江駅

現在は上記の他に京阪本線関目駅、Osaka Metro谷町線野江内代駅、今里筋線関目成育駅、JRおおさか東線JR野江駅が所在するが、当時は未開業。